# Mariä-Empfängnis-Basilika (Głogówko)

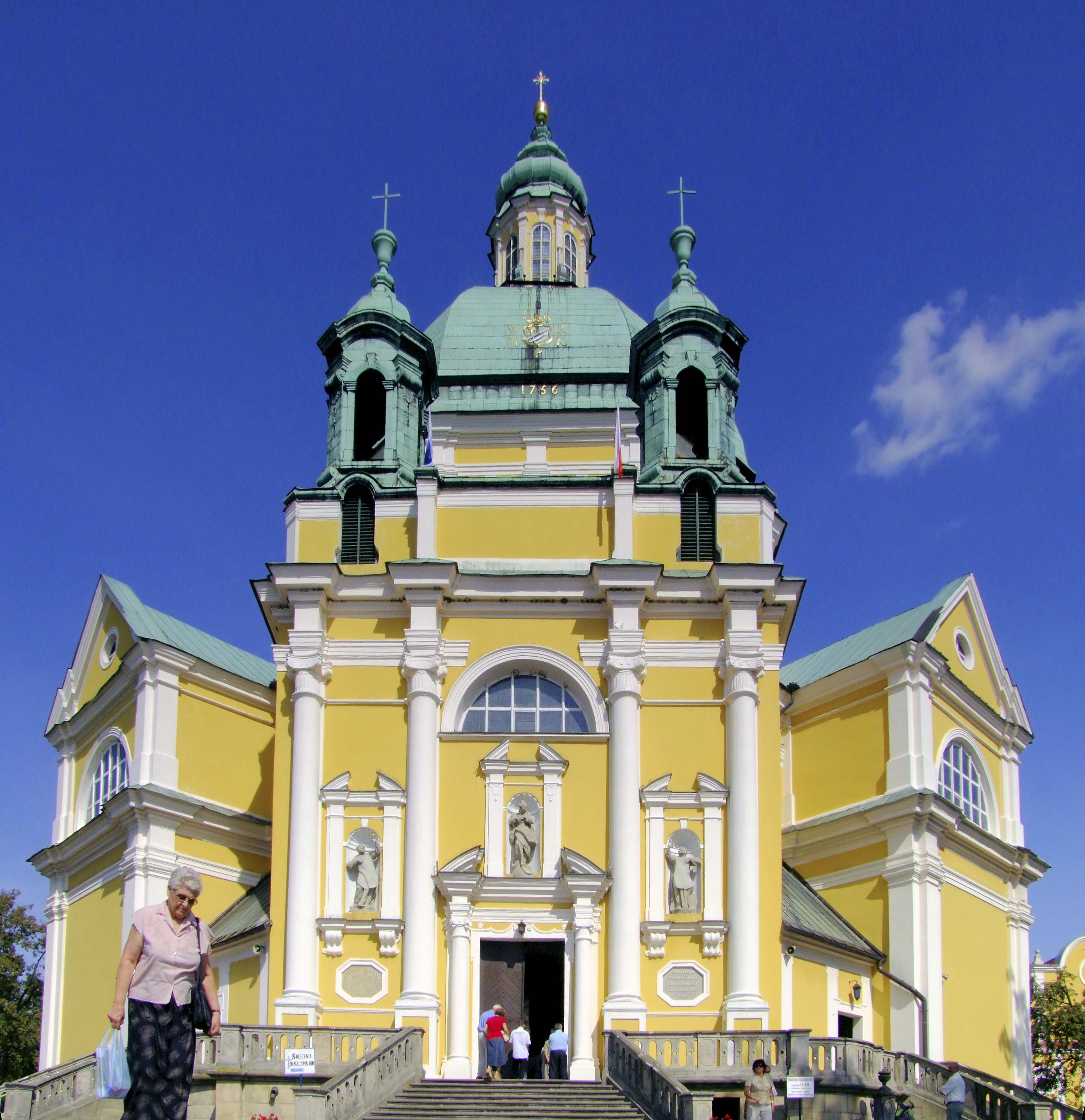
Basilika Mariä Empfängnis auf dem Heiligenberg

Die Mariä-Empfängnis-Basilika auf dem Heiligenberg (polnisch Bazylika Niepokalanego Poczęcia NMP na Świętej Górze) ist eine römisch-katholische Kirche in Głogówko bei Gostyń in der Woiwodschaft Großpolen. Die auf einem Moränenhügel gelegene Klosterkirche der Oratorianer gehört zum Erzbistum Posen. Die Wallfahrtskirche mit den Patrozinien der Unbefleckten Empfängnis und des Philipp Neri trägt den Titel einer Basilica minor. Die barocke Wallfahrtskirche wurde Ende des 17. Jahrhunderts nach dem Vorbild der venezianischen Basilika Santa Maria della Salute errichtet und ist als Pomnik historii denkmalgeschützt.

## Geschichte
Der Święta Góra (Heiliger Berg), auf dem sich heute die Basilika befindet, war bereits im Mittelalter ein sakraler Ort. Im 15. Jahrhundert wurde hier eine hölzerne Kapelle errichtet, in der sich die verehrten Statuen der Pietà und des Kruzifixes befanden. Unter den vielen wundersamen Heilungen war die von Krzyżanowski im Jahr 1495 besonders berühmt.
All dies veranlasste den Bischof von Posen, Jan Lubrański, im Jahr 1512 per Dekret die weitere Verbreitung der Marienverehrung und den Bau einer Kirche zu genehmigen. Die erste Kirche war ein Fachwerkbau [3]. Im Jahr 1540 malte ein anonymer Maler aus Großpolen dafür ein Bild der Mutter Gottes mit Kind, das bald als wundertätig galt und zum Ziel zahlreicher Pilgerfahrten wurde. Im Jahr 1668 brachte Adam Konarzewski Mönche der Kongregation des Oratoriums des Heiligen Philipp Neri nach Svatá Hora, in deren Besitz Svatá Hora bis heute ist.

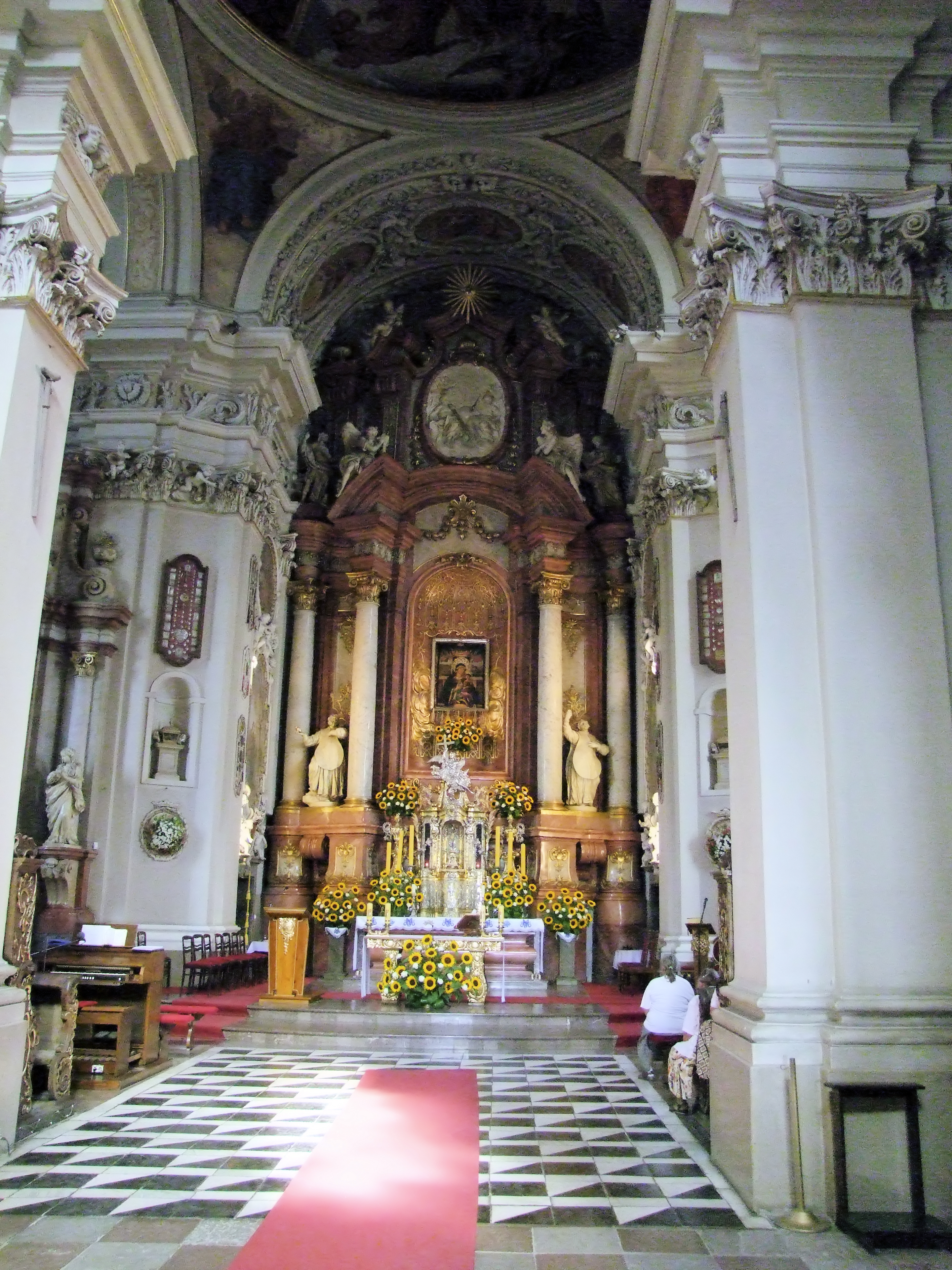
Innenraum

Die heutige Kirche wurde zwischen 1675 und 1698 erbaut und sollte eine Votivkirche sein, die von Adam Konarzewski zum Dank für seine wundersame Heilung als Kind gestiftet wurde. Adam Konarzewski starb jedoch bald darauf, und der Bau wurde von seiner Witwe, Zofia von Opalinski, fortgesetzt. Die Kirche verdankt ihre heutige Form ihrer Italienreise, auf der sie die Kirche Santa Maria della Salute in Venedig sah. Beeindruckt von der Schönheit dieser Kirche beschloss Zofia Konarzewska, in der Nähe von Gostyně eine Nachbildung nach dem Entwurf des italienischen Architekten Baldassare Longhena zu errichten, der auch die Kirche in Venedig geschaffen hatte. Mit dem Bau nach den neuen Plänen wurde 1677 begonnen, wobei die italienischen Architekten Giorgio Catenazzi und Giovanni Catenazzi die Arbeiten leiteten. Die Kirche wurde 1698 geweiht, aber die Bauarbeiten wurden von der Enkelin von Zofia Konarzewska, Veronica Mycielska, geborene Konarzewska, fortgesetzt, auf deren Veranlassung Pompeo Ferrari in Zusammenarbeit mit Jan Adam Stier 1726–1728 die Kuppel mit Laterne errichtete. Die Klostergebäude mit einem Kreuzgang wurden zwischen 1732 und 1748 ebenfalls nach dem Entwurf von Ferrari errichtet. Die Ausbauarbeiten dauerten bis 1780.
Während der Bauzeit entwickelte sich die Marienverehrung in Svatá Hora weiter. Im Jahr 1726 erließ eine bischöfliche Sonderkommission ein Dekret, in dem das Bild für wundertätig erklärt wurde. 1726 wurde in Posen auch eine Beschreibung der hier geschehenen Wunder veröffentlicht.
Während des Siebenjährigen Krieges lieferten sich Russen und Preußen 1761 in der Nähe von Gostyń eine Schlacht, bei der die Kirche und das Kloster aber nicht zerstört wurden, eine über dem linken Seiteneingang eingelassene Kanonenkugel erinnert an diese Schlacht. Svatá Hora ist auch mit der Zeit der Napoleonischen Kriege verbunden. Im Jahr 1806 hielt sich Jérôme Bonaparte, der Bruder von Napoleon, hier auf.
1876 wurde die Klostergemeinschaft der Oratorianer, wie viele andere in der preußischen Teilung, im Zuge des Kulturkampfes aufgelöst und das Kloster von der Diözese übernommen. Erst im Jahr 1919 konnten die Mönche nach Święta Góra zurückkehren. Am 24. Juni 1928 wurde das Bildnis der Muttergottes auf Anordnung von Papst Pius XI. von Kardinal August Hlond gekrönt. 1971 wurde die Kirche von Papst Paul VI. zur Basilica minor erhoben. Heute ist die Kirche das größte Marienheiligtum der Erzdiözese Posen.

## Architektur und Innenausstattung

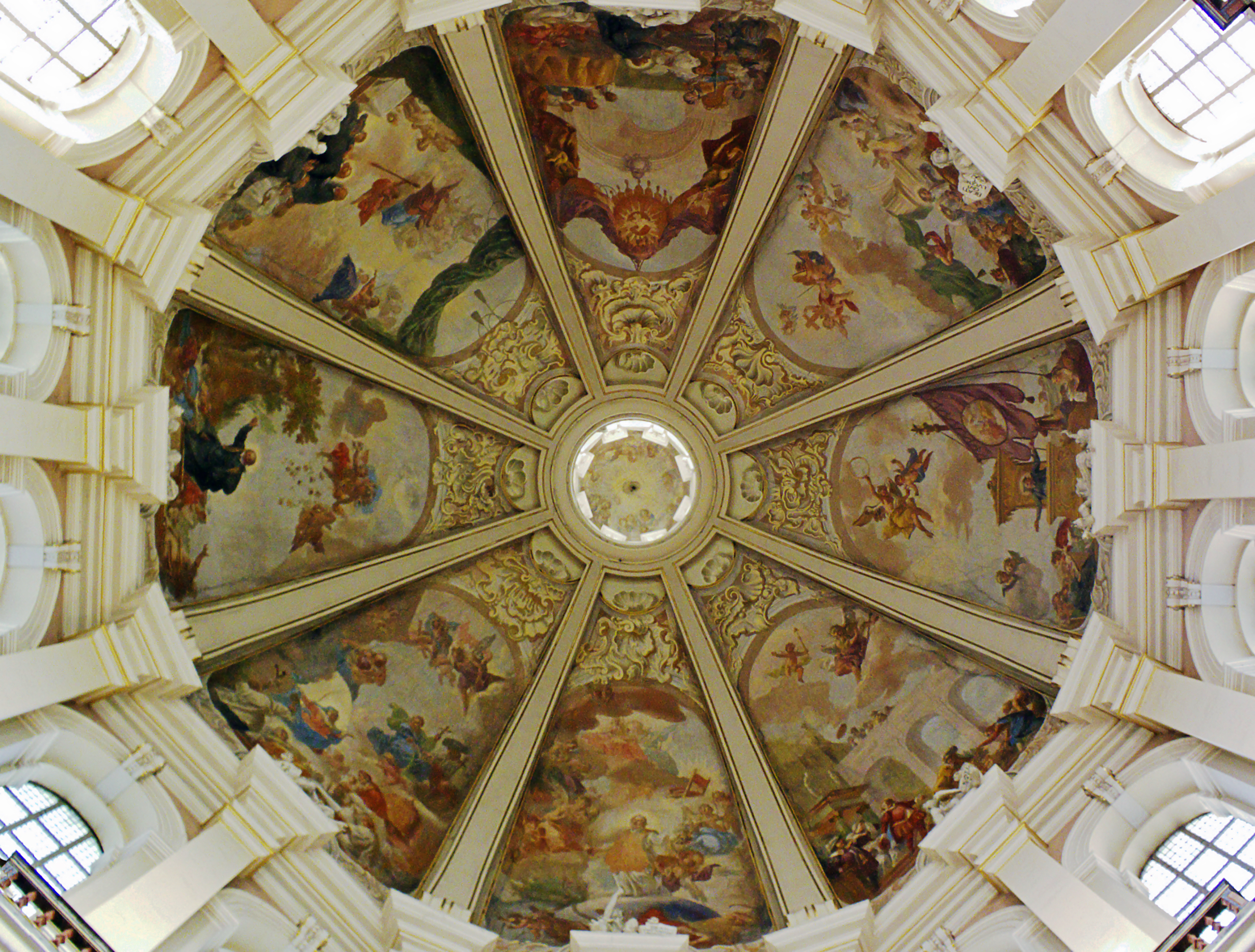
Fresken am Gewölbe der Basilika

Die Basilika Heiliger Berg ist eine Rotunde mit einer dominanten Kuppel (die größte in Polen, 17 m Durchmesser, 50 m hoch), gekrönt von einer Laterne (10 m hoch) und einer Kugel mit einem Kreuz. Um das Oktogon führt ein Umgang, von dem neben dem Chor auch sechs Kapellen ausgehen. Zwischen Oktogon und Chor ist ein Querhaus eingefügt. An der zentralen Kuppel über dem reich durchfensterten Tambour befindet sich ein polychromes Gemälde aus dem Jahr 1746 von Georg Wilhelm Neunhertz mit Szenen aus dem Leben des heiligen Philipp Neri, dem Gründer der Kongregation des Oratoriums. Im Chor steht eine Orgel aus den Jahren 1766–1768, links vom Chor eine Kanzel aus dem Jahr 1756, die von der Figur eines Negers getragen wird. Im Altarraum steht der Hauptaltar aus den Jahren 1723–1726, ein Werk von Ignaz Albrecht Provisore und Johann Albrecht Siegwitz aus Breslau. Im Altar befindet sich ein wundertätiges Bild der Jungfrau Maria mit Kind, die spirituelle Rose des Heiligen Berges von 1540. Im Untergeschoss der Kirche befinden sich die Särge der Gründer und verstorbenen Gemeindemitglieder.